# اورگون (اوهایو)
اورگون(به انگلیسی: Oregon) شهری در ایالت اوهایو کشور ایالات متحده آمریکا است که جمعیت آن در سرشماری سال ۲۰۱۰ میلادی، ۲۰٬۲۹۱ نفر بوده‌ است.